# Patric Zimmerman
Patric Zimmerman (Los Angeles, 10 ottobre 1954) è un doppiatore statunitense noto per aver doppiato Revolver Ocelot nella serie videoludica di Metal Gear. È stato sposato con la direttrice del doppiaggio  Kris Zimmerman per circa 9 anni. Si è ritirato come doppiatore nel 2008.

## Doppiaggio

### Serie televisive d'animazione
- Charlie, Boy Scout, Boy at the Dance, Shaky in Gli amici Cercafamiglia (1986)
- Voci aggiuntive in Che papà Braccio di Ferro, Yoghi, salsa e merende (1987-1988)
- Mario in Tartarughe Ninja alla riscossa (1987-1996)
- Ranger Brown in Yoghi e l'invasione degli orsi spaziali - film TV (1988)
- Joe Cropduster in TaleSpin (1990)
- Tyke in Tom & Jerry Kids (1990-1993)
- Junkyard in Toxic Crusaders (1991)
- Obediah in Annibale e Cannibale (1995)
- Dan Blort, Beetle in Le tenebrose avventure di Billy e Mandy (2005-2007)

### Videogiochi
- Revolver Ocelot in Metal Gear Solid, Metal Gear Solid 2: Sons of Liberty, Metal Gear Solid: The Twin Snakes (1998-2004)
- Comandante Ufficiale in Dead Rising (2006)
- Liquid Ocelot in Metal Gear Solid 4: Guns of the Patriots (2008)